# Никодим, Станислава
Станислава Никодим (пол. Stanisława Nikodym, урождённая Лилиенталь; 2 июля 1897, Варшава — 25 марта 1988, Варшава) — польская математик и художница. Она известна своими результатами в теории континуума, особенно в области континуумов Жордана.

## Биография
Станислава Дорота Лилиенталь родилась в Варшаве в семье этнографа Регины Лилиенталовой и Натана Лилиенталя. У Станиславы был младший брат Антоний (1908 г.р.). Она посещала начальную школу Елены Склодовской-Салай и в течение 7 лет посещала частную женскую школу в Варшаве. Станислава поступила в Варшавский университет в 1916 году, изучала математику под руководством Стефана Мазуркевича, Зигмунда Янишевского и Вацлава Серпинского.
В 1924 году она вышла замуж за математика Отто М. Никодима и стала жить с ним в Кракове. Под руководством Мазуркевича в 1925 году она получила докторскую степень в Ягеллонском университете. Она была первой женщиной в Польше, получившей докторскую степень по математике.
Получив государственное финансирование для обучения в Париже, она и Отто посещали Сорбонну в течение двух лет, начиная с 1926 года. В 1930 году они вернулись в Варшаву. Она устроилась на работу в Варшавский политехнический институт, работая с Францишеком Леей до 1936 года, когда он уехал в Краков.
Её брат Антоний, химик и офицер польской армии, был убит русскими во время Катынского расстрела в 1940 году. Во время немецкой нацистской оккупации Польши «ненужные» занятия, включая высшее образование, были подавлены. Никодимы вели тайные занятия по математике, несмотря на опасность наказания. Во время Варшавского восстания 1944 года она и её муж потеряли своё имущество, в том числе несколько неопубликованных математических работ. Они поехали в Бельгию на конгресс математиков в 1946 году, и Отто читал лекции в различных европейских городах, прежде чем они эмигрировали в Соединённые Штаты Америки, поселившись в Гамбье, штат Огайо.
После смерти мужа в 1974 году она подарила их документы и свои картины Центру американской истории Бриско при Техасском университете в Остине. Станислава Никодим умерла в Варшаве в 1988 году.

## Карьера

### Математика
Во время отпуска из университета в 1918–1919 годах Станислава преподавала математику солдатам польской армии.
Её докторская диссертация называлась «О разъединении плоскости связными множествами и континуумами». До начала Второй мировой войны она опубликовала три книги и несколько статей.
Среди её выводов были необходимые и достаточные условия для того, чтобы субконтинуум континуума Жордана был жордановым. Она также установила, что если пересечение и объединение двух замкнутых множеств являются жордановыми континуумами, то такими же являются и сами множества.
В 1940-х годах она преподавала математику в Кеньон-колледже в Гамбье, штат Огайо, где также преподавал её муж.

### Искусство
Будучи студенткой, Лилиенталь участвовала в пленэрной живописи в Сандомире. Она рисовала городской пейзаж акварелью на протяжении многих лет, в межвоенный период, начиная с 1922 года. Получившиеся работы были представлены на выставке в 1933 году, после чего она передала их в дар Окружному музею в Сандомире, где они и остаются по сей день.

## Избранные труды
- Nikodym, Stanisława (1925). Sur les coupures du plan faites par les ensembles connexes et les continus. Fundamenta Mathematicae. 7: 15–23. doi:10.4064/fm-7-1-15-23.
- Nikodym, Otto. Wstęp do rachunku rózniczkowego :  [польск.] / Otto Nikodym, Stanisława Nikodym. — Warsaw : Nasza Księgarnia, 1936.
- Nikodym, Stanisława. Wzory i krótkie repetytorium matematyki. — Poznań : Księgarnia W. Wilka, 1948.
- Nikodym, Otto; Nikodym, Stanisława (1954). Sur l'extension des corps algébriques abstraits par un procédé généralisé de Cantor. Rendiconti dell'Accademia Nazionale dei Lincei (Classe di Scienze Fisiche, Matematiche e Naturali). 8. 17.
- Nikodym, Otto; Nikodym, Stanisława (1957). Some theorems on divisibility of infinite cardinals. Archiv der Mathematik. 8 (2): 96–103. doi:10.1007/BF01900432.